# Axonopus compressus
Espèce
Axonopus compressus est une espèce de plantes herbacées. On la retrouve dans des pâtures et des gazons dans des sols peu fertiles et humides, plus particulièrement à l'ombre. Sa croissance est trop lente pour qu'elle constitue une bonne plante fourragère dans les prairies destinées à la fauche.

## Liste des sous-espèces et variétés
Selon World Checklist of Selected Plant Families (WCSP) (24 juillet 2013) :
- Axonopus compressus (Sw.) P.Beauv. (1812)

Selon Tropicos (24 juillet 2013) (Attention liste brute contenant possiblement des synonymes) :
- sous-espèce Axonopus compressus subsp. brevipedunculatus Gledhill
- sous-espèce Axonopus compressus subsp. compressus
- sous-espèce Axonopus compressus subsp. congoensis Henrard
- variété Axonopus compressus var. affinis (Chase) M.R. Hend.
- variété Axonopus compressus var. australis G.A. Black
- variété Axonopus compressus var. compressus
- variété Axonopus compressus var. congoensis (Henrard) G.A. Black
- variété Axonopus compressus var. itirapinensis G.A. Black
- variété Axonopus compressus var. jesuiticus Araujo
- variété Axonopus compressus var. macropodius (Steud.) G.A. Black
- variété Axonopus compressus var. pinetorum Ekman